# Purpurine
La purpurine est un composé organique à structure anthraquinonique utilisé comme colorant. Elle est doublement référencée au Colour Index, sous le numéro C.I. 58205 avec la dénomination « purpurine » lorsqu'elle est d'origine synthétique, et sous le numéro C.I. 75410 avec la dénomination « C.I. Natural Red 8 » ou « C.I. Natural Red 16 ».
C'est un colorant naturel de couleur rouge foncé extrait, comme l'alizarine, des racines de la garance (Rubia tinctorum L). C'est aussi un composé organique de synthèse qui dérive de l'anthraquinone par substitution de trois hydrogènes par des groupes hydroxyles.

## Histoire
Les racines de garance sont utilisées pour la teinture des vêtements depuis 1500 av. J.-C. La purpurine et l'alizarine furent isolées par deux chimistes français, Pierre Jean Robiquet et Jean-Jacques Colin, en 1826. Elles furent identifiées comme des anthracènes en 1868 par Carl Graebe and Carl Liebermann.